# Anisodes maximaria
Anisodes maximaria är en fjärilsart som beskrevs av Achille Guenée 1858. Anisodes maximaria ingår i släktet Anisodes och familjen mätare. Inga underarter finns listade i Catalogue of Life.